# آلیسیا پچاک
آلیسیا پچاک (به انگلیسی: Alicja Pęczak) (زادهٔ ۱۳ ژانویهٔ ۱۹۷۰) شناگر اهل لهستان است.